# (33976) 2000 NL19
2000 NL19 (asteroide 33976) é um asteroide da cintura principal. Possui uma excentricidade de 0.13745830 e uma inclinação de 2.93823º.
Este asteroide foi descoberto no dia 5 de julho de 2000 por LONEOS em Anderson Mesa.